# Берберське повстання
Берберське повстання (араб. ثورة البربر) 739—743 років — одне з найбільших анти-арабських повстань у Північній Африці.

## Історія
Після арабського завоювання Північної Африки більша частина берберських племен прийняла іслам, розраховуючи отримати полегшення від податкового тиску. Однак за правління халіфа Хішама було відновлено обкладання новонавернених, у тому числі й берберів, подушним і поземельним податками.
739 року берберські племена на чолі з Майсарою аль-Мідгарі, а потім — Халідом ібн Гамідом підбурили повстання, ідеологічним підґрунтям якого стало вчення хариджитів. Повстання охопило території від атлантичного узбережжя Африки до провінції Тлемсен. Спрямовані проти повстанців урядові війська під командуванням намісника Іфрикії Култума ібн Іяда 741 року зазнали жорстокої поразки у долині річки Себу (Марокко). Лише у битвах 742 року біля села Аснам та при аль-Карні (під Кайруаном) арабським військам під командуванням намісника Єгипту Гандали ібн Савана ціною величезних зусиль вдалось здобути перемогу над повсталими племенами.
Тим не менше, повстання сприяло падінню династії Омеядів.